# Pseudocerceis furculata
Pseudocerceis furculata är en kräftdjursart som beskrevs av Harrison och David Malcolm Holdich1982. Pseudocerceis furculata ingår i släktet Pseudocerceis och familjen klotkräftor. Inga underarter finns listade i Catalogue of Life.